# Pileanthus septentrionalis
Pileanthus septentrionalis är en myrtenväxtart som beskrevs av Gregory John Keighery. Pileanthus septentrionalis ingår i släktet Pileanthus och familjen myrtenväxter. Inga underarter finns listade i Catalogue of Life.